# Abu Naszr Muhammad al-Fárábi

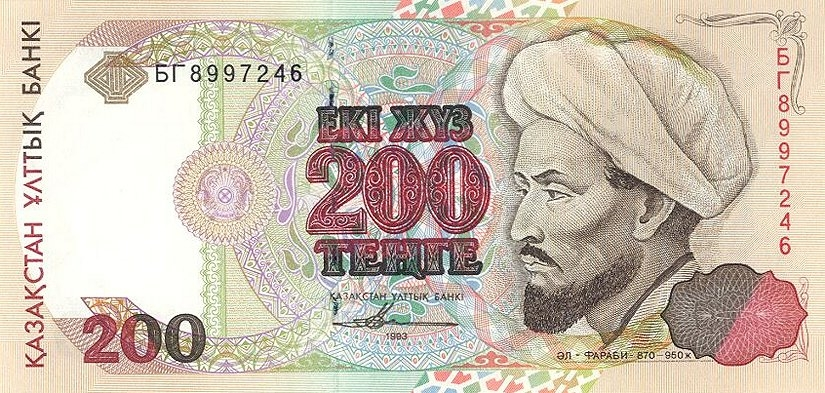
Fárábi Kazahsztán egyik bankjegyén

Abu Naszr Muhammad ibn al-Farah al-Fárábi (török nyelven: Farabi, perzsául: محمد فارابی), rövid néven: Abu Naszr al-Fárábi (ismert neve: Muhammad bin Muhammad bin Tarhan bin Uzalag al-Fárábi), valamint a nyugati világban: Alpharabius, al-Fárábi, Farabi és Abunaser; kb. 872 – 950 decembere vagy 951 januárja) török származású muszlim filozófus, tudós.
Arisztotelész logikai műveihez írt kommentárokat. Mindezt annyira eredményesen tette, hogy kiérdemelte az al-Mu’allim at-táni (A második tanító) nevet. Írt matematikai és zeneelméleti műveket is. Platón nyomán foglalkozott a politikai és állami élettel: nawámis (törvények) és siyása (politika). Sok kisebb értekezést is írt, például Ara ’ahl al-madina al-fidála (A kiváló társadalom embereinek véleménye).

## Élete
Turkesztán Fáráb városában született, feltehetően török szülőktől. Bagdadban tanult, majd Aleppóban a hamánida fejedelmek udvarában élt. Később Damaszkuszban telepedett le. Zárkózott életet élt.

## Munkássága
A szúfi Fárábit az iszlám – Arisztotelész mellett – mint a második „tanítót” emlegeti. Kezdetben Arisztotelész, majd Platón volt nagy hatással gondolkodására. Műveiket nemcsak fordította, de magyarázatokkal is ellátta.
Filozófiájának alapgondolata egy plótinoszi tanítás, amit Al-Fárábi tévesen Arisztotelésznek tulajdonított. Ezen tanítás szerint egyetlen elv van, amelyből minden létező dolog ered. Al-Fárábi tanítása: kezdetben csak az Egy van és ez az Egy: Isten, ezért amikor Isten a maga lényegét megismeri, akkor a dolgok lényegét, majd azok egységét ismeri meg, majd látja, hogy a dolgok lényege az ő lényege: ez Isten első ismerete. Ezt követően Isten megismeri a dolgokat végtelen sokaságukban, – ez az ő második ismerete. Ebből az ősi Egyből származik a dolgok végtelen sokasága, úgy, hogy ebből az ősegyből először kiáramlik a szellem, ebből a szellemből a lélek, a lélekből pedig a test. És mivel az Egy jó, ezért jó minden, ami belőle származik. Isten létezésében nem lehet kételkedni, ugyanis léte logikai úton is bizonyítható.
Isten bizonyításának módszerét al-Fárábi Arisztotelésztől kölcsönzi: a potenciális és az aktuális
alapfogalmaiból indul ki, és azt mutatja meg, hogy a csak potenciális létező nem lehet aktuális létezővé, csakis egy aktuális létező által; ez az aktuális létező, aki által minden potencialitás aktuálissá lesz: Isten. Az Isten gondolkodás, amely mindig önmagát gondolja.
Ismeretelméletében azt állítja, hogy a szubsztancián, az akcidencián és a kettőnek teremtőjén kívül reális létező nincs. Az akcidenciákat az érzékek útján ismerjük meg. A szubsztanciát pedig az ész által az akcidenciák közvetítésével. Így minden tudomány a szubsztancia és az akcidencia megismeréséből származik.
Al-Fárábi a tudományokat hierarchikus sorba rendezi el: az alapokon – mintegy bevezetőként – az aritmetika, a geometria, az asztronómia és a zene áll. Következő szint a fizika, a metafizika és a teológia. A tanítás tudományai: a nyelvtudomány, a grammatika, a logika, a poétika.
Utópisztikus elképzelése az emberiségről: azt szerette volna, ha a világ népe egyetlen földi államban egyesülnének.